# Macrocheilus binotatus
Macrocheilus binotatus – gatunek chrząszcza z rodziny biegaczowatych, podrodziny Anthiinae i plemienia Helluonini.

## Taksonomia
Gatunek opisany został w 1931 roku przez Herberta Edwarda Andrewesa.

## Opis
Biegaczowaty ten osiąga 14 mm długości i 4,8 mm szerokości ciała. Labrum z wierzchołkiem zaokrąglonym i spiczastym oraz szczecinkami na przedniej krawędzi. Bródka gładka u podstawy, o środkowym ząbku prawie tak długim jak płatki. Czwarte człony głaszczków szczękowych cylindrycznie rozszerzone. Czwarte człony głaszczków wargowych spłaszczone i rozszerzone. Języczek szeroki i kanciasty. Plamki na pokrywach duże i wydłużone. Od podobnego M. macromaculatus różni się usytuowaniem szczecinek na krawędzi labrum.

## Występowanie
Gatunek ten jest endemitem indonezyjskiej Sumatry.